# Эрнандес Пас, Габриэль
Габриэ́ль (Га́би) Эрна́ндес Пас (исп. Gabriel Hernández Paz; 2 января 1975, Барселона, Испания) — испанский ватерполист и тренер, чемпион мира по водному поло 2001 года. Ныне — главный тренер итальянского клуба «Про Рекко».

## Биография
Родился 2 января 1975 года в Барселоне.
В 11 лет занялся плаванием в спортивном клубе «Орта», однако плавание показалось ему скучным, и он перешёл в команду по водному поло. В 1986 году в Мадриде прошёл чемпионат мира по водным видам спорта. Увиденные ватерпольные матчи очень впечатлили Эрнандеса, усилив его интерес к водному поло, и он решил, что хочет добиться успеха именно в этом виде спорта. 

### Клубная карьера
Из «Орты» в 1991 году он перешёл в «Сабадель», за который играл год. В течение следующих десяти лет он сменил несколько испанских клубов, а в 2001 году, после победы на чемпионате мира в Фукуоке, получил предложение от итальянской «Пескары», куда его пригласил бывший товарищ по сборной Мануэль Эстиарте, занявший в 2001 году пост президента итальянского ватерпольного клуба. В конце сезона 2001/2002 Эрнандес покинул Пескару. У него были предложения от других итальянских клубов, и он мог бы продолжить играть в лиге Италии, но предпочёл вернуться в Испанию, где вошёл в состав клуба «Атлетик-Барселонета». Однако по возвращении в Испанию в его спортивной карьере наступил период кризиса, и он принял решение провести сезон в немецкой ватерпольной лиге. В 2005 году он перешёл в «Шпандау 04» — клуб, который в 80-е выиграл 4 Кубка Европы (1983, 1986,1987, 1989). По завершении сезона Эрнандес вернулся в испанскую лигу, где играл ещё два года. Затем он провёл один сезон, играя за клуб «Эль-Хубар» в Саудовской Аравии, после чего завершил карьеру.

### Карьера в сборной
После удачных выступлений за молодежную сборную, принесших Испании медали на юношеских чемпионатах мира и Европы в 1991—1992 годах, Эрнандеса начали вызывать в основную сборную Испании. Однако войти в состав сборной для участия в Олимпийских играх ему не удавалось вплоть до 2000 года. В 1992 году, в 17 лет, Эрнандес прошёл весь предолимпийский этап подготовки к Олимпиаде в Барселоне, но в финальный состав сборной, выигравшей на тех играх серебро, так и не попал. В 1996 году разногласия с тренерским составом сборной помешали ему войти в сборную для участия в Олимпийских играх в Атланте, на которых Испания выиграла золото.
Это подействовало на него самым угнетающим образом, и он даже раздумывал над тем, чтобы уйти из спорта, но всё же продолжил карьеру. С участием в международных соревнованиях, однако, по-прежнему не всё ладилось, так как в состав команды Испании, занявшей первое место на Чемпионате мира 1998 года в Перте, он также не вошёл.
Его участие на важных международных соревнованиях возобновилось с 1999 года. В 2001 году он вошёл в состав испанской сборной, которая выиграла золото на Чемпионате мира в Фукуоке, а сам Эрнандес был признан лучшим игроком чемпионата. В финальном матче против Югославии он забил три из четырёх голов испанской сборной, приведя команду к титулу чемпионов мира.

### Тренерская карьера
В 2011 году занял пост тренера ватерпольного клуба «Сабадель» и в свой первый тренерский сезон выиграл с этим клубом Кубок Короля. Перед этим он тренировал только клуб «Ла Латина», игравший в первом дивизионе женской лиги Испании.
С февраля 2014 года являлся тренером мужской сборной Испании по водному поло. Со сборной занял 5-е место на чемпионате Европы и 7-е место на летней Олимпиаде 2016 года. По окончании контракта в конце 2016 года покинул команду, и новым тренером стал Давид Мартин.
В мае 2020 года возглавил итальянский «Про Рекко».

## Клубы
Игрок
- Орта (1986—1991) (Испания)
- Сабадель (1991—1992) (Испания)
- Барселона (1992—1993) (Испания)
- Каталуния (1993—1994) (Испания)
- Барселона (1994—1996) (Испания)
- Каталуния (1996—1998) (Испания)
- Реал Каноэ (1998—2001) (Испания)
- Пескара (2001—2002) (Италия)
- Атлетик-Барселонета (2002—2004) (Испания)
- Шпандау 04 (2004—2005) (Германия)
- Атлетик-Барселонета (2005—2006) (Испания)
- ПЛА-СА Сарагоса (2006—2007) (Испания)
- Эль-Хубар (2007—2008) (Саудовская Аравия)

Тренер
- Ла Латина (Испания)
- Сабадель (2011—2013) (Испания)
- Испания (2004—2016)
- Про Рекко (2020—) (Италия)

## Награды и достижения

### На клубном уровне
- Лига Испании: 8 (1994, 1995, 1996, 1999, 2000, 2003, 2006, 2008)
- Кубок Короля: 5 (1994, 1995, 1996, 2004, 2006)
- Суперкубок Испании: 1 (2003)
- Лига Германии: 1 (2005)
- Кубок Германии: 1 (2005)
- Кубок LEN: 1 (1995)

### На национальном уровне
Олимпийские игры:
- 4 место (2000)
- 6 место (2004)

Чемпионат мира:
- Золото (2001)
- Серебро (1994)

Чемпионат Европы:
- Серебро (1991)
- Бронза (1993)

Кубок мира:
- Бронза (1999)

Мировая Лига:
- Серебро (2002)

Средиземноморские игры:
- Бронза (1997)
- Золото (2005)

Чемпионат мира среди юниоров:
- Золото (1991)
- Серебро (1993)

Чемпионат Европы среди юниоров:
- Серебро (1992)
- Бронза (1994)